# 李係
越王李係（8世纪？—762年5月16日），唐朝皇子，本名李儋，唐肃宗第二子。

## 母
- 孙宫人，唐肃宗后宫宫人。

## 生平
生于开元年间，天宝年间，以皇孙身份封南阳郡王，授特进。父亲唐肃宗登基后，于至德二载（757年）十二月，进封赵王。乾元二年（759年）七月，赵王李係为天下兵马元帅，令司空、兼侍中、蓟国公李光弼副知节度行营事。九月，史思明攻陷洛阳，李光弼以副元帅守河阳，李係不出京师。十月，唐肃宗下诏车驾亲征，谏官论奏才中止；李係请代父出征，唐肃宗不许。三年（760年）四月，改封越王。
宝应元年（762年）四月，肃宗弥留之际，张皇后与宦官李辅国有仇怨，想让监国皇太子李豫诛杀李辅国、射生内侍程元振。太子没有答应。张皇后于是结交越王李係，计划诛杀李辅国。事情泄露，李辅国、程元振挟持太子，发动兵变。四月十八，杀害张皇后、越王李係。
李係妃杜氏，右武卫大将军杜宾客之女。三子：李建，建中元年（780年）十一月，封武威郡王，授殿中监同正员；李逌封兴道郡王，授殿中监同正员；李逾封齐国公，光禄卿同正员。　

## 延伸阅读
[在维基数据编辑]
 《舊唐書·卷116》，出自刘昫《舊唐書》